# Alatri
Alatri (latinul: Aletrium) kisváros Olaszország Lazio tartományában, Rómától mintegy 90 kilométerre délkeletre. Lakossága mintegy 30 000 fő.

## Történelem
A mai település területe már 2000 évvel Krisztus előtt lakott volt. Alatrium a hernicusok városa volt, amely Kr. e. 550 körül Veroli, Anagni és Ferentino városokkal szövetkezett a volscusok és a szamniszok ellen. Kr. e. 530-ban Tarquinius Superbus Rómájával kötöttek szövetséget. Kr. e. 306-ban a rómaiak legyőzték és meghódították. Cicero idejében, illetve azt követően municipiumi jogállása volt.
A Nyugatrómai Birodalom bukása után a város hanyatlásnak indult. A 12. században a pápák erőssége volt, amikor el kellett hagyniuk Rómát. A következő századokban felvirágzott a gazdaság, és a város kiterjesztette hatáskörét a környező területekre. A 15. században László nápolyi király és V. Márton pápa beavatkozása miatt veszített függetlenségéből, és végül pápai fennhatóság alá került.
1556-ban spanyol katonák foglalták el. A Napóleoni háborúk alatt a pápai adminisztráció számos tagját Franciaországba hurcolták. A város 1870-ben Olaszország része lett.

## Fordítás
- Ez a szócikk részben vagy egészben az Alatri című angol Wikipédia-szócikk ezen változatának fordításán alapul.  Az eredeti cikk szerkesztőit annak laptörténete sorolja fel. Ez a jelzés csupán a megfogalmazás eredetét és a szerzői jogokat jelzi, nem szolgál a cikkben szereplő információk forrásmegjelöléseként.
- Ez a szócikk részben vagy egészben  az   Alatri című olasz Wikipédia-szócikk fordításán alapul.  Az eredeti cikk szerkesztőit annak laptörténete sorolja fel. Ez a jelzés csupán a megfogalmazás eredetét és a szerzői jogokat jelzi, nem szolgál a cikkben szereplő információk forrásmegjelöléseként.